# Novi Slankamen
Novi Slankamen (cyr. Нови Сланкамен) – wieś w Serbii, w Wojwodinie, w okręgu sremskim, w gminie Inđija. W 2011 roku liczyła 2994 mieszkańców.